# Viktimologi
Viktimologi er studiet af, hvorfor nogle mennesker bliver ofre for en forbrydelse, og hvordan livsstil påvirker risikoen for at blive offer for en forbrydelse. Viktimologiens felt dækker et bredt antal discipliner, herunder sociologi, psykologi, strafferet og retsvidenskab.
Et velkendt eksempel på en gruppe mennesker, der har en særlig risiko for at blive udsat for forskellige former for vold, er de prostituerede. Disse mennesker har været kendt anekdotisk som havende en usædvanlig høj forekomst af voldelige forbrydelser og en lav opklaringsprocent. Viktimologiske studier af dette kan f.eks. undersøge samfundsnormer (forventninger, roller, social status), prostitueredes juridiske status, typiske livs- og arbejdsvilkår, statistisk analyse af den faktiske øgede risiko og sekundære risikofaktorer, og de prostitueredes økonomiske aktivitet.
Ved seksuelt misbrug af børn er viktimologi det forskningsparadigme, hvor seksuelle forhold imellem børn og voksne a priori betragtes som misbrug. Et særskilt forskningsområde er Victim blaming, dvs. det fænomen, at offeret for en forbrydelse eller et overgreb gøres ansvarlig eller medansvarlig for hændelsen. Eksempler herpå findes bl.a. i forbindelse med voldtægt og hævnporno.